# Saint-Étienne-de-Mer-Morte
Saint-Étienne-de-Mer-Morte is een gemeente in het Franse departement Loire-Atlantique (regio Pays de la Loire). De plaats maakt deel uit van het arrondissement Nantes. Saint-Étienne-de-Mer-Morte 1 januari 2022 1.764 inwoners.

## Geografie
De oppervlakte van Saint-Étienne-de-Mer-Morte bedroeg op 1 januari 2022 27,33 vierkante kilometer; de bevolkingsdichtheid was toen 64,5 inwoners per km².

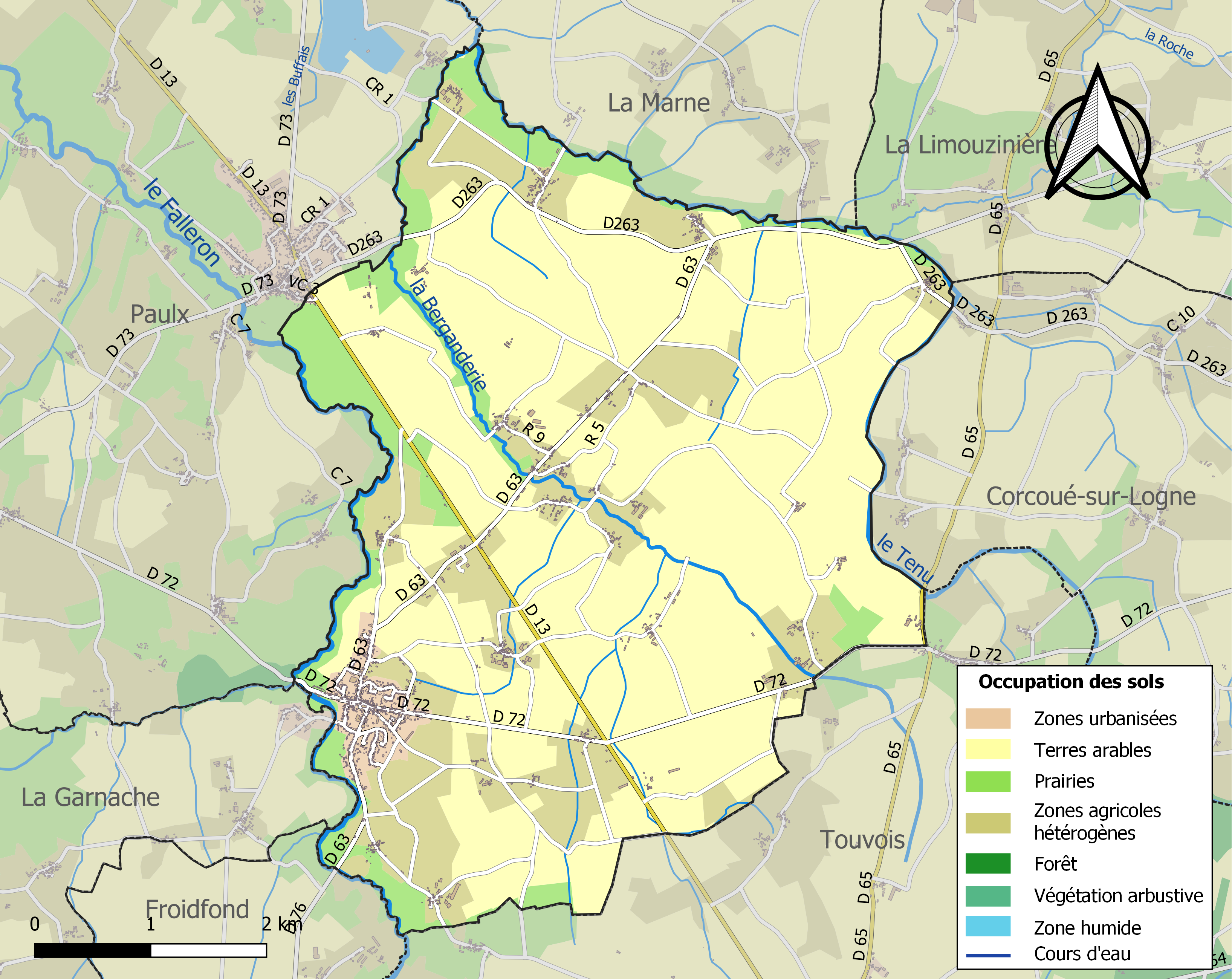
Kaart van de gemeente met de belangrijkste infrastructuur, bodemgebruik en omliggende gemeenten

## Demografie
Onderstaande figuur toont het verloop van het inwonertal (bron: INSEE-tellingen).